# Personlig konkurs
Personlig konkurs används som begrepp när en fysisk person sätts i konkurs av domstol.
Fysiska personer som är satta i konkurs får inte styra över sin ekonomi, utan en konkursförvaltare gör det. De kan inte agera som företrädare för juridiska personer, till exempel som styrelseledamöter för aktiebolag. De kan ej heller bedriva näringsverksamhet som kräver bokföringsskyldighet under bokföringslagen, och de får inte betala eller köpa något, med undantag av beneficium, dvs livsnödvändiga kostnader som mat, bostadshyra och liknande. 
Fysiska personer kan inte bli av med skulder i en personlig konkurs, tvärtom tillkommer kostnader för konkursen, till skillnad från bolagskonkurser där bolaget upplöses efter konkursen och ägaren kan starta ett nytt bolag utan skulder (förutsatt att vederbörande inte får näringsförbud). Personlig konkurs är inte så vanlig eftersom kronofogden kan spärra tillgångar även utan ett konkursförfarande. De personliga konkurser som förekommer gäller ofta enskilda näringsidkare, där ekonomin är trassligare och det är större misstankar om att pengar kan föras bort via bluffakturor och annat. Vanligare blir skuldsanering.

## Författningsreferens (Sverige)
- Konkurslag (1987:672)